# Jeleniak sarni

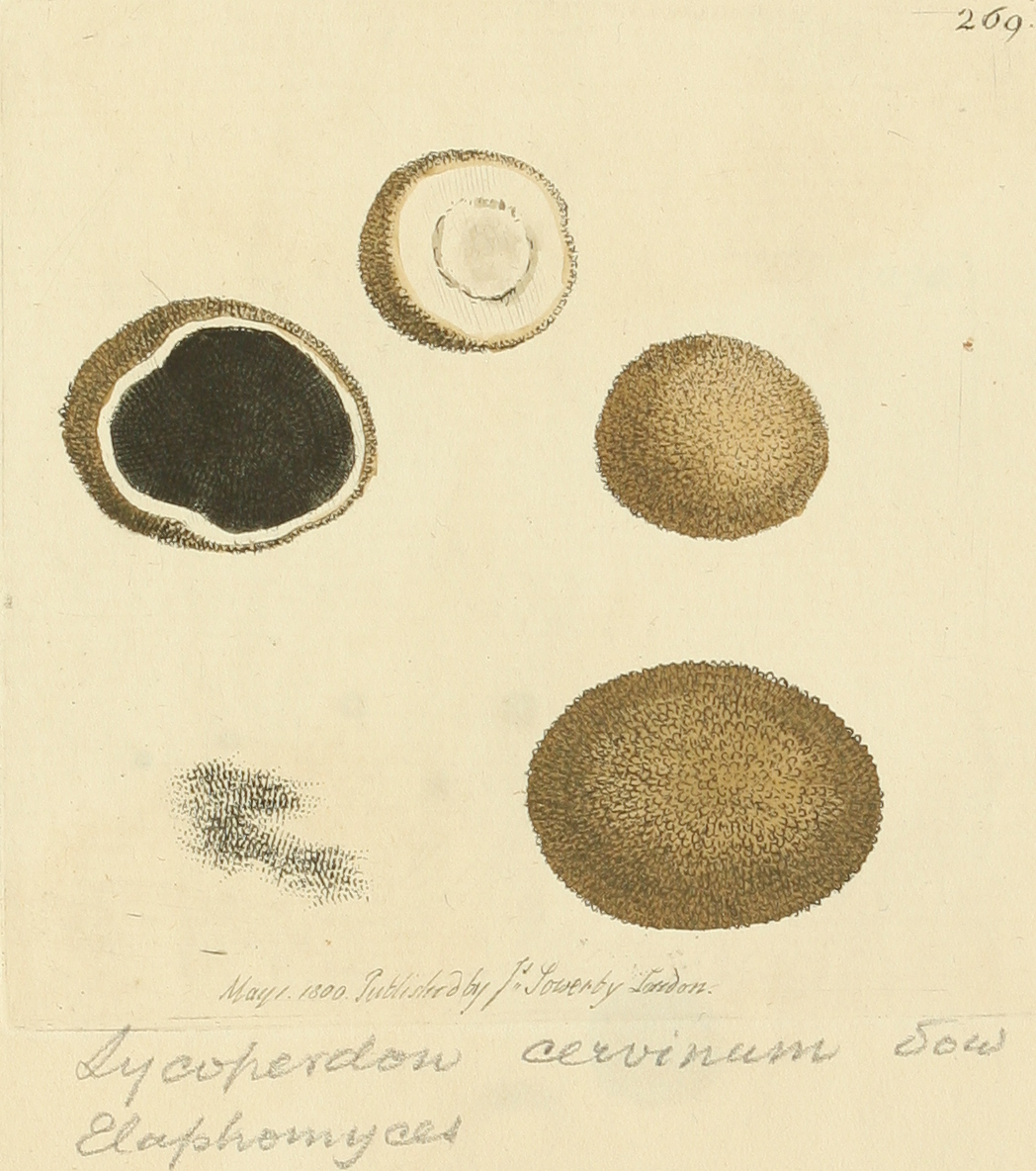

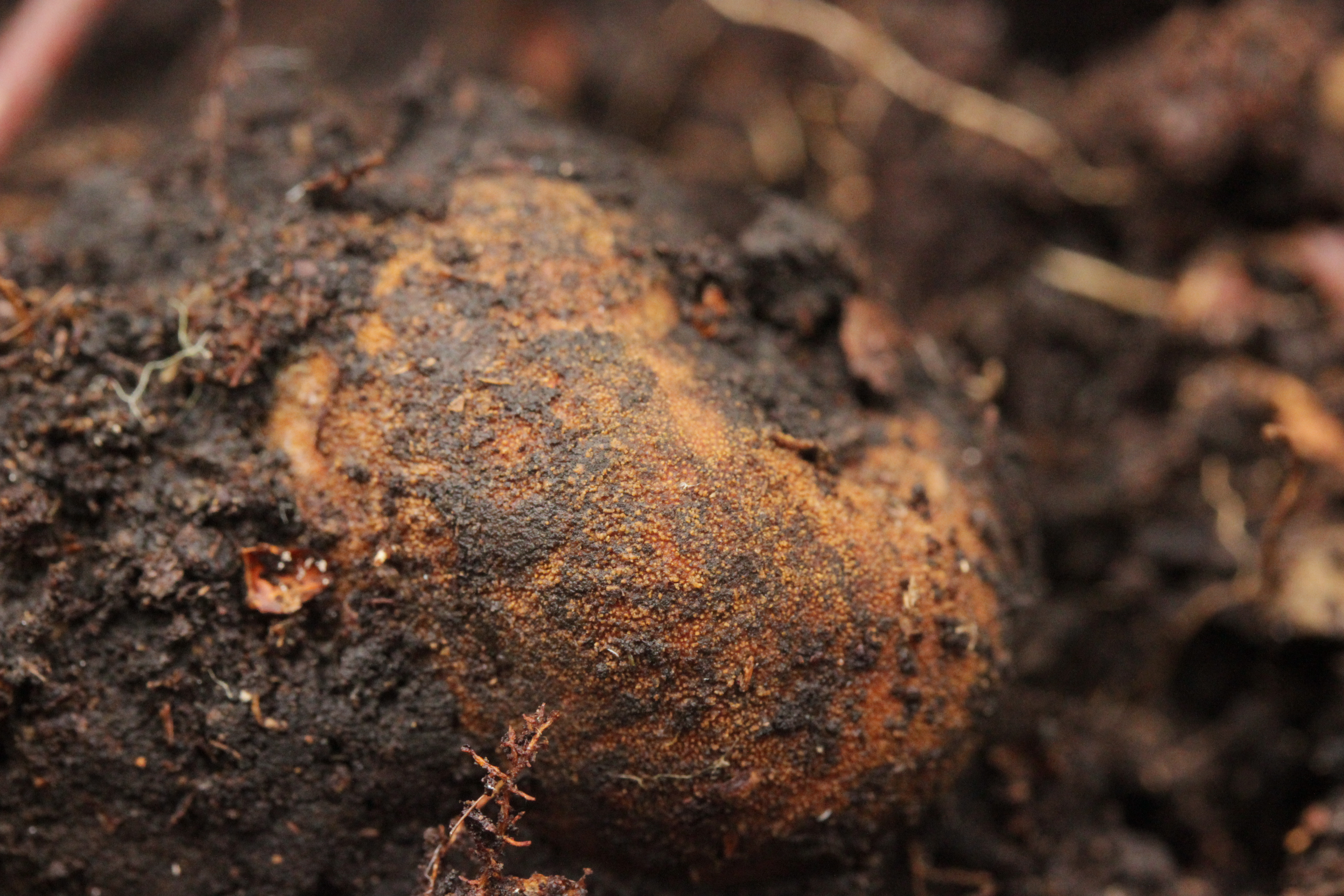

Jeleniak sarni (Elaphomyces granulatus Fr.) – gatunek grzyba z rodziny jeleniakowatych (Elaphomycetaceae)

## Systematyka i nazewnictwo
Pozycja w klasyfikacji według Index Fungorum: Elaphomycetaceae, Eurotiales, Eurotiomycetidae, Eurotiomycetes, Pezizomycotina, Ascomycota, Fungi.
Po raz pierwszy opisał go Elias Fries w 1829 r. i nadana przez niego nazwa naukowa jest aktualna do dzisiaj.
Ma 21 synonimów. Niektóre z nich:
- Elaphomyces granulatus f. pallidosporus De Vito, Faust. García, A. Paz & Lavoise 2017
- Scleroderma aurantium var. cervinum (L.) Rea 1922[2].

Nazwę polską podali Barbara Gumińska i Władysław Wojewoda.

## Morfologia
Owocnik
Średnica 10–40 mm, w stanie dojrzałym jajowaty, nerkowaty, kulisty lub o kształcie zbliżonym do kulistego. W stanie świeżym ma elastyczną konsystencję, po wyschnięciu jest twardy. Powierzchnia żółtawobrązowa do ochrowobrązowej, pokryta małymi, piramidalnymi lub zaokrąglonymi brodawkami. Perydium o grubości 0,5–1,8 mm, dwuwarstwowe; warstwa zewnętrzna jest brązowa, grubsza warstwa wewnętrzna biała. Wnętrze owocnika nie marmurkowate. Gleba początkowo różowawo brązowa, potem czarno-brązowa, składająca się głównie z pudrowatej masy zarodników. W niektórych owocnikach występują komory oddzielone białymi paskami sterylnych strzępek. Zapach miąższu jest nieprzyjemny, smak łagodny lub nieco gorzki.
Cechy mikroskopowe
Worki 35–50 × 30–40 μm, o kształcie od kulistego do gruszkowatego, szkliste, o ściankach grubości 2 μm, zwykle 6–8-zarodnikowe. Askospory kuliste, o średnicy 19–31 μm, początkowo szkliste, w stanie dojrzałym brązowawe do czarnobrązowych, pokryte kolcami lub grzbietami o wysokości 3–4 μm.
Gatunki podobne
Jeleniak sarni występuje na tych samych terytoriach co jeleniak myszaty (Elaphomyces muricatus). Owocniki obu gatunków są podobne, ale jeleniak myszaty różni się od jeleniaka sarniego marmurkowatym perydium, mniejszymi zarodnikami i mniejszą liczbą zarodników w workach (2-6). Jeleniak szorstki (Elaphomyces asperulus) również jest podobny, ale odróżnia się barwą perydium; na przekroju poprzecznym ma odcienie purpurowe, podczas gdy u jeleniaka sarniego jest białe. Trufla czarnozarodnikowa (Tuber melanosporum) ma czarniawą powierzchnię pokrytą małymi, wielokątnymi poletkami z płytkimi bruzdami między nimi, ponadto jego wypełnione zarodnikami wnętrze jest ciemniejsze niż wnętrze trufli.

## Występowanie i siedlisko
Podano występowanie jeleniaka sarniego na Nowej Zelandii i na wszystkich kontynentach poza Afryką i Antarktydą. Najwięcej stanowisk podano w Europie, również w Polsce notowany jest na licznych stanowiskach. Jest najczęściej spotykanym gatunkiem jeleniaków i jest częsty.
Grzyb podziemny ektomykoryzowy. Występuje w lasach liściastych i iglastych. Notowany pod sosnami (Pinus), świerkami (Picea), dębami (Quercus), bukami (Fagus), kasztanami (Castanea) i czystkami (Cistus). Występuje na głębokości 4–9 cm pod ziemią i z tego powodu jest trudny do znalezienia. Łatwo jednak można go znaleźć, gdy nad ziemią znajdują się podkładki maczużnika nasięźrzałowego (Tolypocladium ophioglossoides), który pasożytuje na nim. Owocniki jeleniaka sarniego zwykle występują gromadnie przez cały rok, najłatwiej jednak znaleźć je jesienią, gdyż wówczas maczużnik nasięźrzałowy tworzy nad ziemią podkładki.
Nazywany bywa fałszywą truflą. Dla ludzi jest grzybem niejadalnym, chętnie jednak jedzą go sarny i dziki.